# Ruslan Tkalenko
Ruslan Gennadiyovitch Tkalenko (en ukrainien : Ткаленко Руслан Генадійович), né le 13 novembre 1992 à Zhovtneve, est un biathlète ukrainien.

## Carrière
Tkalenko fait ses premiers pas dans une compétition internationale en 2012, puis il obtient la médaille de bronze en relais aux Championnats d'Europe 2013. Lors de la saison 2013-2014, il participe à une étape de la Coupe du monde à Antholz. Ensuite, pendant deux saisons, il est seulement actif dans l'IBU Cup, le niveau inférieur, jusqu'il monte sur son premier podium dans cette compétition en 2016 à Osrblie. Il est alors sélectionné pour ses premiers championnats du monde à Oslo, où il est 38e de l'individuel, lui garantissant ses premiers points pour la Coupe du monde. Il est aussi double champion d'Ukraine cette année.
En 2020, il obtient son premier podium avec le relais en Coupe du monde avec une deuxième place à Nove Mesto.

## Palmarès

### Championnats du monde
| Épreuve / Édition                | Individuel | Sprint | Poursuite | Départ en masse | Relais | Relais mixte |
| Mondiaux 2016 Oslo               | 38e        | —      | —         | —               | —      | —            |
| Mondiaux 2017 Hochfilzen         | 70e        | —      | —         | —               | —      | —            |
| Mondiaux 2019 Östersund          | 65e        | 42e    | 38e       | —               | 12e    | —            |
| Mondiaux 2020 Antholz-Anterselva | 44e        | —      | —         | —               | 12e    | —            |

Légende :

— : Tkalenko n'a pas participé à cette épreuve

### Coupe du monde
- Meilleur classement général : 86e en 2018.
- Meilleur résultat individuel : 35e.
- 1 podium en relais : 1 deuxième place.

#### Différents classements en coupe du monde
| Année     | Classement général final | Sprint | Poursuite | Individuel | Mass start |
| 2015-2016 | 103e                     | -      | -         | 64e        | -          |
| 2017-2018 | 86e                      | 86e    | 72e       | -          | -          |
| 2018-2019 | 98e                      | -      | 78e       | -          | -          |
| 2019-2020 | 93e                      | 82e    | -         | -          | -          |

### Championnats d'Europe
- médaille de bronze en 2013 sur le relais.
- médaille de bronze en 2017 sur le relais mixte.
- médaille de bronze en 2020 sur le relais simple mixte.

### Universiades
- Médaille de bronze en 2015 sur le relais mixte.

### IBU Cup
- 3 podiums individuels.

Palmarès au 28 décembre 2020